# سیلوین مونسورو
سیلوین مونسورو (انگلیسی: Sylvain Monsoreau؛ زادهٔ ۲۰ مارس ۱۹۸۱) بازیکن فوتبال اهل فرانسه است.
از باشگاه‌هایی که در آن بازی کرده‌است می‌توان به باشگاه فوتبال المپیک لیون، آ.اس موناکو، باشگاه فوتبال سوشو، باشگاه فوتبال تروا، و باشگاه فوتبال سن-اتین اشاره کرد.